# Штицербах
Штицербах (њем. Stützerbach) општина је у њемачкој савезној држави Тирингија. Једно је од 44 општинска средишта округа Илм. Према процјени из 2010. у општини је живјело 1.545 становника. Посједује регионалну шифру (AGS) 16070049.

## Географски и демографски подаци
Штицербах се налази у савезној држави Тирингија у округу Илм. Општина се налази на надморској висини од 620 метара. Површина општине износи 11,4 km². У самом мјесту је, према процјени из 2010. године, живјело 1.545 становника. Просјечна густина становништва износи 136 становника/km².